# DT Next
《DT Next》是印度英文日報，隸屬於每日坦蒂集團（Daily Thanthi Group），總部位於泰米爾納德邦欽奈。報紙2015年11月1日在欽奈上市，由尼南·塔里揚（Ninan Thariyan）擔任執行長。塔里揚於2021年6月30日辭職，第二天，該報編輯兼聯合創始人亞格納·巴拉吉（Yagna Balaji）接任。但截至2022年3月，塔里揚已恢復擔任執行長。
《DT Next》的內容已被BBC新聞部、News18、NDTV和《印度快報》引用。

## 外部連結
- 官方网站